# Witzeeze
Witzeeze est une commune allemande du Schleswig-Holstein, située dans l'arrondissement du duché de Lauenbourg (Kreis Herzogtum Lauenburg), à dix kilomètres au nord-est de la ville de Lauenburg/Elbe. Witzeeze est l'une des 15 communes de l'Amt Büchen dont le siège est à Büchen.